# Buborékrendezés

Buborékrendezésre egy példa. A piros négyzetek jelzik az épp összehasonlított elemeket, a fekete jelzi azokat az elemeket, amik már a rendezés szerinti végső helyükön vannak.

A buborékrendezés (angolul: Bubble sort) egy  naiv algoritmus, amellyel egy véges (nem feltétlenül numerikus) sorozat – vagy számítástechnikai szóhasználattal élve egy tömb – elemei sorba rendezhetők [(n-1)n]/2 összehasonlítás elvégzésével, ahol n a sorozat elemeinek számát jelenti.
Mivel az algoritmus nem túl hatékony, a gyakorlatban szinte egyáltalán nem, inkább csak az algoritmuselmélet oktatása során használják.

## Az algoritmus
Az algoritmus alkalmazásának feltétele hogy a sorozat elemeihez létezzen egy rendezési reláció.
Az algoritmus újra és újra végigiterál a listán, összehasonlítja a lista szomszédos elemeit, és ha azok az elvárt rendezéshez képest fordítva vannak, akkor megcseréli őket. Első menetben a lista elejéről indul és a végéig megy. Ennek az első menetnek az eredményeként a legnagyobb elem (mint egy buborék) felszáll a lista végére. Így a következő menetben már elegendő az utolsó előtti elemig elvégezni a szomszédos elemek összehasonlítását és cseréjét. Az ezután következő menetben a lista utolsó két eleme lesz a helyén és így tovább...
Az algoritmus két egymásba ágyazott ciklusból áll. A tömb első elemének indexe 0, elemeinek száma pedig n. Az elemek itt számok, és a reláció a > (nagyobb).
```
   
CIKLUS
 i = n-1 
TŐL
 1 
IG
 {
       
CIKLUS
 j = 0 
TÓL
 i-1 
IG
 {
           
HA
 TOMB[j] > TOMB[j+1] 
AKKOR
 {
               
CSERÉLD FEL ŐKET:
 TOMB[j], TOMB[j+1]
           }
       }
   }
```

A futás befejezése után a tömb 0-ás indexű eleme lesz a legkisebb és az n-1-es indexű a legnagyobb.

A buborékrendezés illusztrálása. Az (x, y) pont jelentése: az y érték a tömb x-edik eleme.

Az algoritmus onnan kapta a nevét, hogy először a legnagyobb elem „száll fel” a tömb utolsó helyére, utána a második legnagyobb az azt követő helyre, és így tovább, mint ahogy a buborékok szállnak felfelé egy pohárban.